# Promesas (álbum de Rosa López)
Promesas es el título del quinto álbum de estudio de la cantante Rosa López. El álbum fue puesto a la venta el 7 de octubre de 2008.

## Álbumes

### Contenido
Grabado en los Groove Estudios de Figueras, y en Music Lan de Aviñonet de Puig Ventós, bajo la producción de Jordi Cristau. Este quinto trabajo discográfico de la artista reúne diez clásicos del pop-rock internacional adaptados al español. El sencillo de presentación es Júrame, la versión del tema "Promise Me", popularizado por la cantante británica Beverley Craven, una balada. Rosa López canta en español temas como "Cómo he de vivir sin tu cariño", adaptación de "How am I supposed to live without you" de Michael Bolton, "Es esto amor", réplica del "Is this love" de Whitesnake, "Cuando digas que me amas", versión en español de "When you tell me that you love me" de Diana Ross, y "Mi pequeño gran rey", adaptado del original "Who would imagine a king" de Whitney Houston. También adaptaciones de éxitos de Black, Foreigner, Chris de Burg, Scorpions y Lionel Richie. El álbum salió a la venta junto a una edición limitada de 7000 discos llamada "Pack Fan". Rosa fue una de las 5 artistas femeninas que más discos vendió a lo largo de 2008 en España con su álbum promesas.

### Lista de canciones
| N.º | Título                           | Escritor(es)                                                         | Duración |  |
| 1.  | «Júrame»                         | Beverly Craven / Adap: Luis Gómez Escobar                            | 3:46     |  |
| 2.  | «Cómo vivir sin tu cariño»       | Michael Bolton / James Doug Faulk                                    | 4:49     |  |
| 3.  | «Es esto amor»                   | David Coverdale / John Sykes / Adap: Laura Escuadra / Sonia Escuadra | 4:11     |  |
| 4.  | «Bella vida»                     | Colin Vearncombe / Adap: Laura Escuadra                              | 4:52     |  |
| 5.  | «Quiero saber lo que es el amor» | Mick Jones                                                           | 5:08     |  |
| 6.  | «Mi amor eres tú»                | Klaus Meine / Rudolf Schenker / Adap: Laura Escuadra                 | 5:33     |  |
| 7.  | «Cuando digas que me amas»       | John Bettis / Albert Hammond / Adap: Laura Escuadra                  | 4:02     |  |
| 8.  | «El hombre de ayer»              | Chris de Burgh / Adap: Laura Escuadra                                | 4:36     |  |
| 9.  | «Créeme, ya ves»                 | Lionel Richie / Adap: Laura Escuadra                                 | 4:03     |  |
| 10. | «Mi pequeño gran rey»            | Hallerin Hilton / Mervyn Warren / Adap: Laura Escuadra               | 3:29     |  |

### Posición en lista
| País   | Asociación | Lista           | Primera semana        | Posición | Semanales | Última semana         | Certificación | Ref.  |
| España | Promusicae | Top 100 Álbumes | 12 de octubre de 2008 | 2        | 16        | 15 de febrero de 2009 | Oro           | [ 4 ] |

## Sencillos

### Júrame
| País   | Asociación         | Lista            | Primera semana | Posición | Semanas | Última semana | Ref.  |
| España | Canal Fiesta Radio | Top 50 Canciones |                | 1        |         |               | [ 5 ] |

Videoclip: «Júrame» en YouTube.

## Conciertos
| Día                                          | Localidad            | Escenario                       |
| -------------------------------------------- | -------------------- | ------------------------------- |
| 10 de junio de 2009                          | Granada              | Corpus - Caseta municipal.      |
| 3 de julio al 6 de julio de 2009             | -                    | Varios conciertos en un crucero |
| 31 de julio de 2009                          | Albolote             | Plaza Sigma                     |
| 8 de agosto de 2009                          | Montefrío            | Caseta Municipal                |
| 15 de agosto de 2009                         | Palos de la Frontera | Plaza de toros                  |
| 7 de septiembre de 2009                      | Huelva               | Recinto Ferial de La Orden      |
| 17 de septiembre de 2009                     | Canals               | Plaza Puente del Río            |
| 18 de septiembre al 21 de septiembre de 2009 | -                    | Varios conciertos en un crucero |